# Fede di Agen
Santa Fede di Agen (Agen, III secolo – tra il 287 e il 303) era una giovane donna di Agen, che è venerata come santa martire dalla Chiesa cattolica.

## Agiografia
La leggenda racconta del suo arresto durante le persecuzioni dei cristiani nell'Impero Romano e di come rifiutò di compiere un sacrificio alle divinità pagane, persino sotto tortura.
Santa Fede venne torturata a morte su una graticola. La sua morte è da alcuni collocata nell'anno 287 o 290, oppure al tempo delle persecuzioni di Diocleziano, all'inizio del 303.
Un gran numero di leggende tardive sorsero sulla vicenda di questa santa, al punto da venire confusa con le tre leggendarie sorelle, figlie di Santa Sofia, conosciute come Fede, Speranza e Carità. Il più antico riferimento alla santa si trova nel Martirologio geronimiano che la colloca al 6 ottobre, senza tuttavia fornire la data della sua morte. Una sua Passio, ora perduta ma un tempo esistente, è stata riassunta nel martirologio di Floro di Lione.
Le leggende la ritraggono come la protettrice degli autori di piccole donazioni nei confronti della chiesa di Conques.
La più diffusa agiografia di questa santa, intitolata liber miraculorum sancte fidis, attribuita all'ecclesiastico Bernard di Angers, fa della santa l'autrice di numerosi prodigi compiuti a favore dei contadini locali.
La Cançó de Santa Fe, elogio di Santa Fede composto da 593 versi ottosillabi, è considerata una delle prime opere scritte in lingua catalana, realizzata al tempo del re Raimondo Berengario I di Barcellona, tra il 1054 e il 1076. Questo scritto è basato principalmente sulla Passio sanctorum Fidis et Caprisii, composta in latino e ora perduta.

## Culto

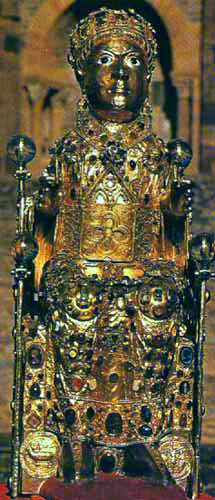
Conques (Francia), Statua reliquiario di santa Fede di Agen (985 ca.)

Il suo principale luogo di culto è stato trasferito presso l'abbazia di Sainte-Foy, a Conques, località in cui pervennero le sue reliquie nel IX secolo, trafugate da Agen da un monaco della vicina abbazia di Conques.
Durante il IX secolo, il culto di Fede venne unito a quello di Caprasio di Agen e Alberta di Agen, anch'essi associati alla città francese.
Una leggenda, infatti, riporta che durante le persecuzioni contro i Cristiani operate dal prefetto Daciano, Caprasio fuggì a Mont-Saint-Vincent, nei pressi di Agen. Nella città assistette all'esecuzione di Fede dall'alto di una collina. Scoperto, Caprasio venne condannato a morte e venne affiancato nel suo martirio da Alberta, la sorella di Fede (identificata anche nella madre di Caprasio) e da due fratelli, Primo e Feliciano. Tutti e quattro vennero decapitati.
Nel V secolo, Dulcizio, vescovo di Agen, ordinò la costruzione di una basilica dedicata alla santa, restaurata poi nell'VIII secolo e allargata nel XV. L'edificio venne poi demolito nel 1892 per esigenze urbanistiche.
In ogni modo il centro del suo culto non fu la basilica ma la chiesa abbaziale di Conques. Nell'anno 866, i suoi resti vennero infatti trasferiti a Conques, lungo l'itinerario di pellegrinaggio verso Santiago di Compostela. Il suo culto, localizzato nell'abbazia di Sainte-Foy di Conques, si diffuse tra i pellegrini del Cammino di Santiago - e anche al di là, propagandosi anche in Inghilterra, Italia e Sudamerica.
Il reliquiario dorato di Conques venne descritto nel Libro dei Miracoli di Sainte Foi di Bernard di Angers, intorno al 1010; l'oggetto, datato 985 circa, ha la testa stessa, realizzata con oro diverso rispetto a quello utilizzato per il corpo, ed è stata identificata come un ritratto imperiale della fine dell'Impero Romano.
Parte delle reliquie sono state trasferite nel monastero di Sant Cugat del Vallès in Catalogna nel 1365. Le sono state dedicate altre importanti chiese a Conches-en-Ouche in Alta Normandia e a Sélestat, in Alsazia, a Conques (Aveyron) (chiesa abbaziale di Sainte-Foy), ed a Morlaàs (Pirenei Atlantici) (Chiesa di Sainte-Foy de Morlaàs).

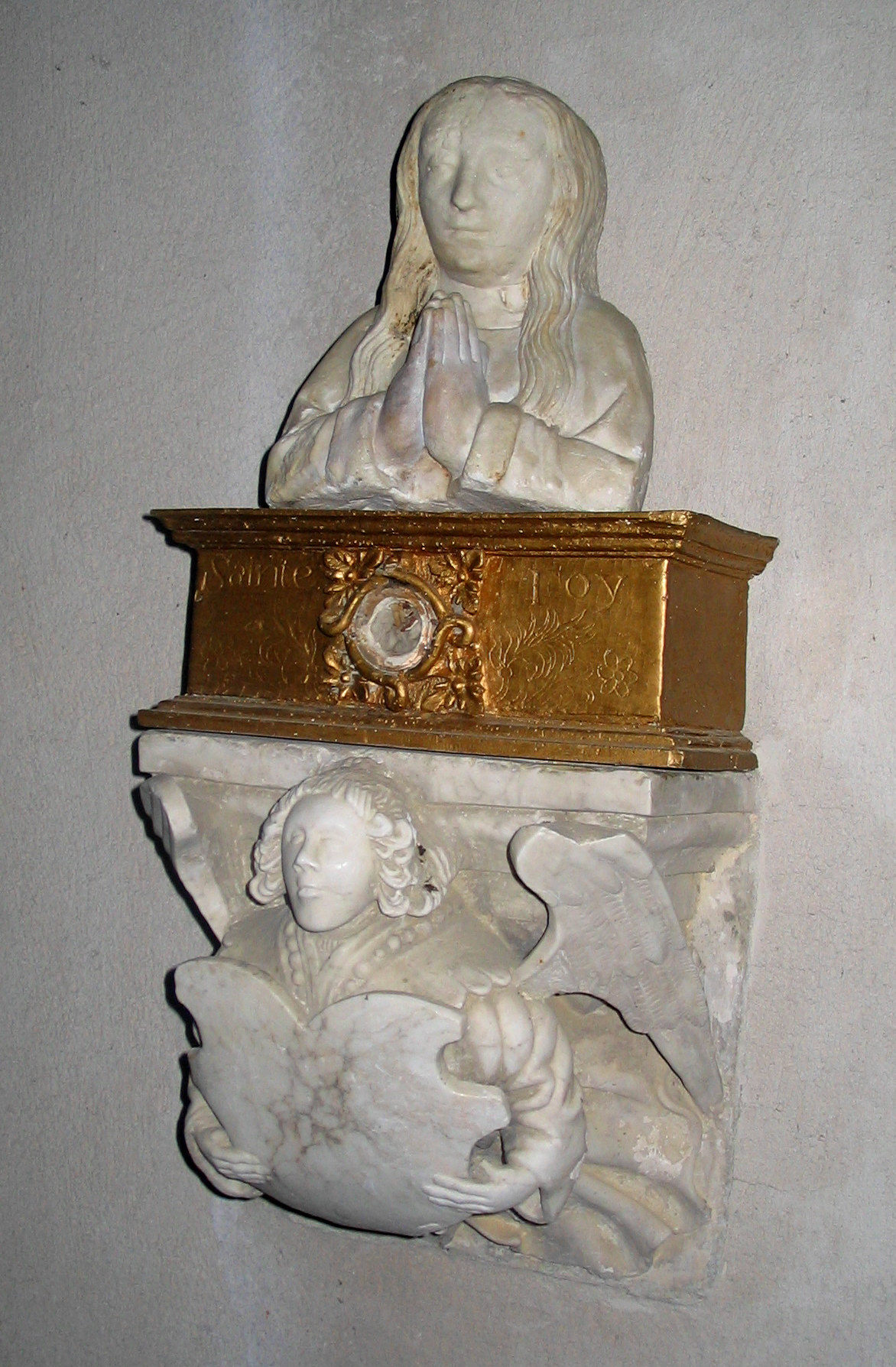
Busto reliquiario di santa Fede.
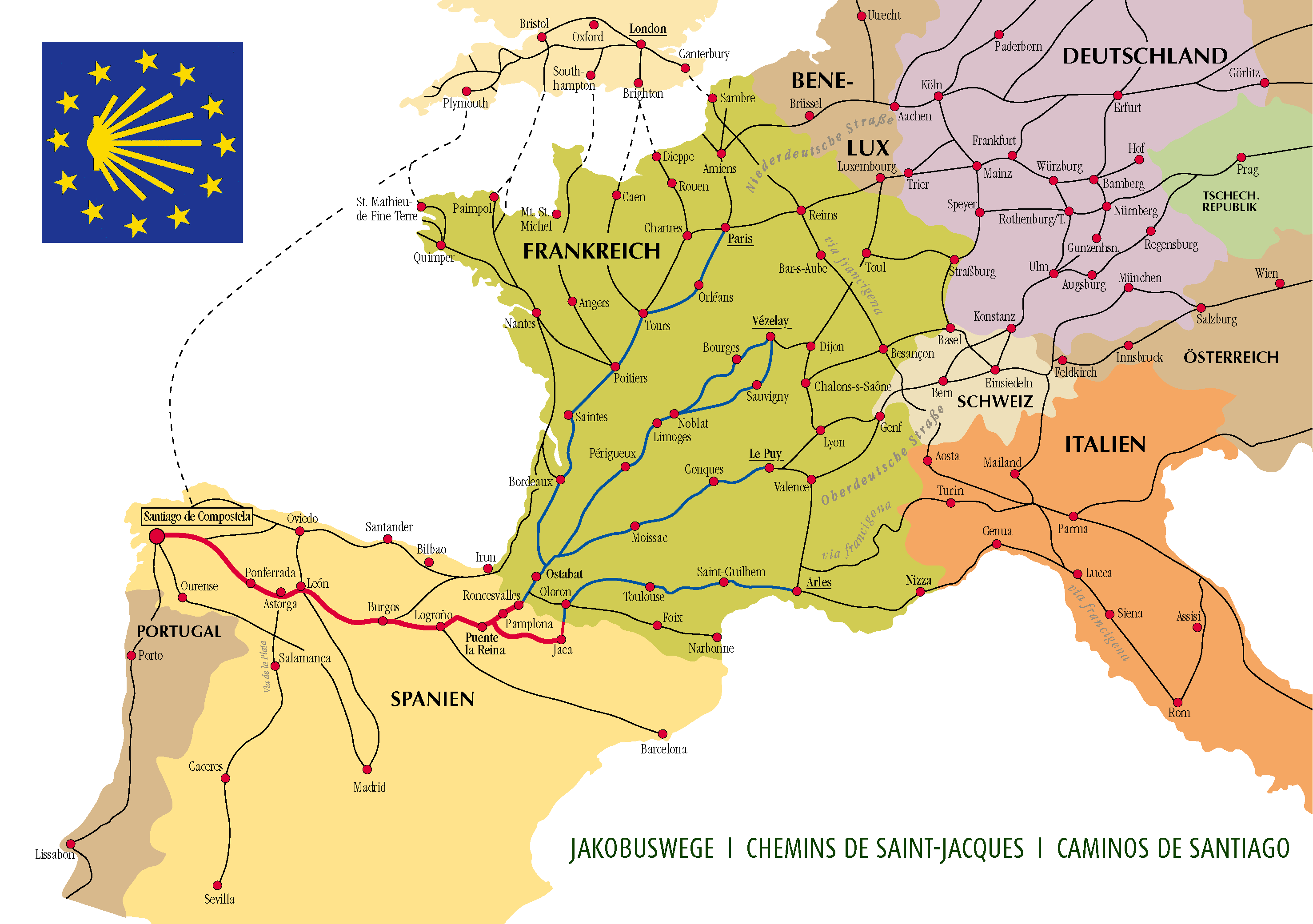
Itinerario di pellegrinaggio.